# Liriomyza lathyri
Liriomyza lathyri är en tvåvingeart som beskrevs av Sehgal 1971. Liriomyza lathyri ingår i släktet Liriomyza och familjen minerarflugor. Inga underarter finns listade i Catalogue of Life.